# MSA Gallet
Mine Safety Appliances, abrégé MSA, est une entreprise américaine de fabrication d’équipement de protection individuelle, fondée le 14 juin 1914. Son siège se trouve à Cranberry Township en Pennsylvanie.

## Présentation de MSA

### MSA International
Depuis 1914, MSA est fabricant d’équipements de sécurité et de systèmes de détection gaz conçus pour la protection des individus à travers le monde. Elle possède divers centres de recherche et de développement et plusieurs sites de production. Présents sur le marché dans plus de 140 pays, elle travaille pour divers secteurs économiques tels que l’industrie agroalimentaire, l’industrie chimique, l’industrie minière, le BTP, l’industrie pétrolière, les différents services publics de l’État (police, sécurité civile, armée), l’industrie pétrolière, etc.
Le groupe MSA dont le siège social est situé à Pittsburg (États-Unis) emploie environ 5 200 collaborateurs, répartis sur les 5 continents à travers plus de 40 filiales.

#### La mission de MSA
Veiller à ce que les hommes et les femmes puissent travailler en toute sécurité et à ce que leurs familles et leur entourage puissent vivre en bonne santé partout dans le monde.

### MSA Europe
Le siège européen se situe à Berlin (Allemagne) depuis 1973 et MSA Europe est divisé en 4 régions : Europe du Nord, Europe centrale, Europe de l’Est et l’Europe du Sud, MSA Europe se concentre sur l’excellence en matière d’ingénierie, de fabrication et de gestion des produits.
Trois centres d’excellence sont représentés en France, en Allemagne et en Suède.
- MSA AUER, Berlin (Allemagne) : équipements de protection individuelle et détection gaz
- MSA GALLET, Châtillon-sur-Chalaronne (France) : protection de la tête
- MSA SORDIN, Värnamo (Suède) : protection auditive et communication

### MSA France
La société MSA en France emploie environ 230 personnes. Depuis son intégration au groupe MSA, MSA GALLET spécialiste des produits de sécurité et de détection gaz. En associant à cette gamme de produits, MSA est spécialisé dans le domaine de la protection de la tête.

#### Historique de MSA Gallet
(janvier 2017).

##### Première génération
1860 : Création  : entreprise artisanale de corroyage (travail du cuir), Rue de Chalet à Paris.
1909 : Installation à Châtillon-sur-Chalaronne.
1914 : Fournisseur de l'armée française.

##### Seconde génération
1919 : Adrien GALET lance l'équipement pour les deux-roues : sacoches cuir, étuis cuir.

##### Troisième génération
1940 : Jean GALET lance l'activité selles pour 2 roues en cuir.
1950 : Création du casque moto aluminium.
1958 : Apparition du plastique (selles, sacoches...)

##### Quatrième génération
1975 : Adrien GALET crée les premiers casques en matière plastique 
(création de la société MPM en Tunisie).
1980 : Nouveau casque de l'armée française en acier.
1985 : Adrien GALET crée le casque pompier "chromé" F1.
1989 : CGF GALLET développe les premiers casques en composite pour l’armée française
1990 : Création et lancement du F2 feux de forêt.
1993 : Création du casque militaire composite pour l'organisation des Nations unies.
1994 : Gamme gilet pare-balles avec plaques additionnelles.
1997 : Création du casque pompier FireKnight pour les États-Unis. Lancement du casque aéronautique.
1998 : Développement des études financées dans le domaine optronique du secteur aéronautique et dans le cadre d'une étude européenne sur le pompier du 3e millénaire.
2000 : MSA rachète Cairns Helmet aux États-Unis
2002 : Le groupe MSA rachète CGF GALLET qui est devenu MSA GALLET.
2003 : MSA fête le 1 000 000e  casque F1
Janvier 2004 : MSA GALLET devient le fournisseur officiel de l’Armée de l'air et de la Marine nationale. Le casque LA100 a été retenu pour équiper les pilotes d’avions de chasse de la Marine et de l'Armée de l'air.
2005 : lancement du F2-XTREM, évolution du casque F2.
2005 : lancement du casque F1 SF, nouveau casque construit sur la base du F1 mais intégrant de nouvelles composantes.
2007 : intégration casque chantier V-Gard dans la gamme de produits
2008 : Obtention d’un marché de 40 000 casques balistique pour la gendarmerie et la  police
2010 : 100 000 casques de pompiers sont fabriqués à l’année
2011 : lancement du casque de vol LH350
2013 : MSA lance le casque de pompier Gallet F1 XF à l’échelle internationale,
2014 : MSA lance les casques de combat Gallet TC500 et Gallet TC800 (système Arch) à l’échelle internationale.
2016 : MSA lance les casques de protection de la gamme V-Gard 900 series : le V-Gard 930 avec sur-lunettes de protection intégrées et le V-Gard 950, casque électricien avec écran de protection intégré.